# تيودور أولسون
تيودور أولسون (بالإنجليزية: Theodore Olson)‏ (و. 1940 – م) هو محام من الولايات المتحدة الأمريكية ولد في شيكاغو.

## روابط خارجية
- تيودور أولسون على موقع IMDb (الإنجليزية)
- تيودور أولسون على موقع إن إن دي بي (الإنجليزية)
- تيودور أولسون على موقع قاعدة بيانات الفيلم (الإنجليزية)